# Joanni Perronet
Joanni Maurice Perronet (* 19. Oktober 1877 in Paris; † 1. April 1950 ebenda) war ein französischer Fechter.
Perronet nahm an den Olympischen Sommerspielen 1896 in Athen als Fechter teil. Im einzigen Wettbewerb für professionelle Sportler im Florett für Fechtmeister errang er als Verlierer des Duells gegen Leonidas Pyrgos den zweiten Platz. Pyrgos und Perronet waren die einzigen Teilnehmer des Wettbewerbs Florett für Fechtmeister. Er verlor das „Finale“ mit 3:1.